# Болтино (Ромодановський район)
Бо́лтино (рос. Болтино, ерз. Болтино) — село у складі Ромодановського району Мордовії, Росія. Входить до складу Куриловського сільського поселення.
У селі народився повний кавалер Ордена Слави Зайцев Іван Андрійович (1918-1986).

## Населення
Населення — 165 осіб (2010; 193 у 2002).
Національний склад (станом на 2002 рік):
- росіяни — 89 %